# Consonne fricative bilabiale voisée
La consonne fricative bilabiale voisée est un son consonantique assez peu fréquent dans les langues parlées. Le symbole dans l'alphabet phonétique international est [β]. Ce symbole est semblable à la lettre grecque bêta minuscule (β).

## Caractéristiques
Voici les caractéristiques de la consonne fricative bilabiale voisée :
- son mode d’articulation est fricatif, ce qui signifie qu’elle est produite en contractant l’air à travers une voie étroite au point d’articulation, causant de la turbulence ;
- son point d’articulation est bilabial, ce qui signifie qu’elle est articulée avec les deux lèvres ;
- sa phonation est voisée, ce qui signifie que les cordes vocales vibrent lors de l’articulation ;
- c’est une consonne orale, ce qui signifie que l’air ne s’échappe que par la bouche ;
- c’est une consonne centrale, ce qui signifie qu’elle est produite en laissant l’air passer au-dessus du milieu de la langue, plutôt que par les côtés ;
- son mécanisme de courant d’air est égressif pulmonaire, ce qui signifie qu’elle est articulée en poussant l’air par les poumons et à travers le chenal vocatoire, plutôt que par la glotte ou la bouche.

Elle se distingue de /v/, la fricative labio-dentale voisée, par le fait qu'au lieu d'être articulée entre la lèvre inférieure et les incisives supérieures, elle l'est entre les deux lèvres ; et se distingue de /b/, l'occlusive bilabiale voisée, par le fait qu'elle est fricative au lieu d'être occlusive.

## En français
Le français ne possède pas le [β], qui aurait tendance à être confondu avec les consonnes [b] ou [v].

## Autres langues
Le [β] existe, en contextes intervocaliques, en catalan, en gascon, en basque et dans plusieurs dialectes de l'espagnol européen[réf. nécessaire]. En espagnol latino-américain, b et v sont spirants et prononcés [β̞]. [β] est également la prononciation usuelle en corse des b et v (et parfois gu) après une voyelle atone. On rencontre aussi ce son dans certaines langues africaines, comme l'éwé, où il est représenté par un ʋ.
Le son [β] est fréquent dans les langues océaniennes, où il est généralement orthographié v. On le trouve, par exemple, en fidjien, en mwotlap, en araki, en vitu, en futuna-aniwa, en hiw et en dorig.
La consonne fricative bilabiale voisée peut être palatalisée [βʲ] :
- en irlandais[1] par exemple dans bhí βʲiː « était »[2],
- en anglo-irlandais de North Roscommon)[3],[4],
- en pai (un dialecte oriental du sotho du Nord)[5],
- en yanesha, par exemple ‹ b̃ › dans b̃ac̈hayo, « loin »[6].